# Voile huméral

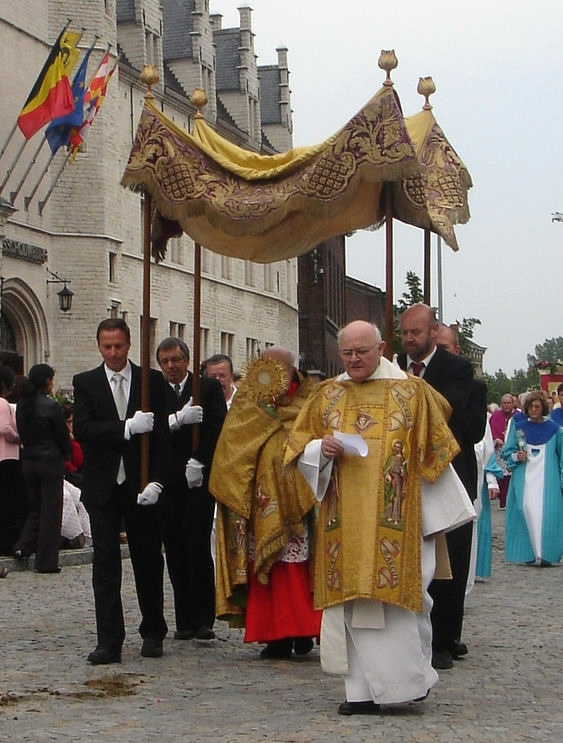
Le cardinal Danneels en procession portant l'ostensoir, tenu avec le voile huméral.

Le voile huméral (du latin 'humerus' qui veut dire épaule), est un châle de grande dimension utilisé par le prêtre catholique lorsqu'il porte dans les mains l'ostensoir, particulièrement durant la cérémonie de la bénédiction, ou  Salut du Saint-Sacrement.

## Description et usage
L'usage liturgique de cette pièce de tissu assez longue et peu large, très souvent en soie, est apparu au IXe siècle. Il existe en réalité trois voiles huméraux différents :
- Aux bénédictions ainsi qu'aux processions du Saint-Sacrement, comme lors de la Fête-Dieu, le prêtre se couvre les épaules et les mains du voile du Saint-Sacrement, pour tenir l'ostensoir présentant l'hostie consacrée. Le voile sert à masquer l'hostie - et par conséquent la lunule qui la contient - du regard des fidèles jusqu'à ce que la lunule soit placée dans l'ostensoir, où l'hostie est exposée. De même, le voile huméral sert de la même façon lors de retour de l'hostie dans le tabernacle. Ce voile est toujours de couleur blanche (il s'agit du blanc liturgique, qui peut être remplacé par du drap d'argent ou du drap d'or).
- Le sous-diacre, pendant la messe solennelle, voile la patène depuis avant la consécration jusqu'après le Pater, avec le voile du sous-diacre. Ce voile est de la couleur du jour.
- Le voile de l'acolyte, aussi appelé vimpa, sert à celui-ci afin de porter la mitre et la crosse dès lors que l'évêque doit les déposer[2]. Ce voile, habituellement de la couleur liturgique du moment, peut également être blanc en toute occasion. Il semble que son introduction dans la liturgie réponde à un désir de rendre une certaine marque de déférence au pontife. Ce voile est mentionné pour la première fois au XIVe siècle : « que celui qui garde la mitre ait un voile pour la tenir[3] ».

À ces trois voiles s'ajoute, dans les églises possédant une relique de la Vraie Croix, un voile rouge avec lequel le prêtre présente la relique aux fidèles pour la vénérer.
L'ornementation ainsi que la matière de ces différents voiles diffèrent selon la dignité des ministres qui s'en servent, ainsi que les fonctions qu'ils remplissent.